# Tom Sullivan
Tom Sullivan (Boston, 27 maart 1947) is een Amerikaanse zanger, acteur, entertainer, auteur, spreker en schrijver.

## Jeugd
Sullivan was de zoon van salooneigenaar Thomas J. Sullivan en Marie C. Sullivan-Kelly. Zijn voortijdige geboorte had tot gevolg dat hij een zuurstof-behandeling nodig had in een couveuse. Ondanks dat de behandeling zijn leven redde, kreeg hij te veel zuurstof, waardoor hij permanent blind werd.

## Carrière
Sullivan werkte als auteur, componist, gemotiveerd spreker en zanger, maar ook als acteur, regisseur en producent. Hij zong ook The Star-Spangled Banner, de nationale hymne van de Verenigde Staten tijdens de Super Bowl X en de Indianapolis 500 (1976). Hij had een steeds terugkerende rol in Highway to Heaven als Frank Riley, die uiteindelijk trouwde met het personage Priscilla Barnes. Tussen de songs die Sullivan had geschreven en vertolkt was All the Colors Of the Heart, die werd gebruikt als het thema voor zijn debuut-aflevering van Highway to Heaven.
Een film gebaseerd op gebeurtenissen uit zijn collegejaren werd geproduceerd. De film If You Could See What I Hear werd geregisseerd door Eric Till met in de hoofdrol Marc Singer, die zich uitgaf voor Sullivan en zelf zijn eigen zang deed.

## Onderscheidingen
Sullivan won de Helen Keller Achievement Award van de American Foundation for the Blind in 1997.

## Discografie
- 1972: If You Could See What I Hear (Perception Records)
- 1976: Yes I'm Ready (ABC Records)

## Filmografie
- 1999: Touched by an Angel (in de aflevering Then Sings my Soul als Clarence)
- 1996: Renegade (in de aflevering Love Hurts als Denny Martin)
- 1989: Designing Women (in de aflevering One Sees, the Other Doesn't als Danny)
- ????: Highway to Heaven (twee afleveringen als Frank Riley)
- 1985: Knight Rider (in de aflevering Knight Song als Charley Connors)
- 1983: Search for Tomorrow (als Michael Kendall)
- 1980: Mork & Mindy (in de aflevering Mork Learns to See als Tom Bickley)
- 1977: Airport '77 (als Steve)
- 1976: M*A*S*H (in de aflevering Out of Sight, Out of Mind als Tom Straw)
- 1982: WKRP in Cincinnati (in de aflevering To Err is Human als Hester Sherman)
- 1982: Fame (in de aflevering Solo Song als blinde zangcoach)
- 2003: Moving Through Space: A Day with Tom Sullivan (componist van het liedje Idle Hands)
- 1978-1983: Good Morning America (als zichzelf, verslagcorrespondent)
- 1976: Super Bowl X (zong The Star-Spangled Banner met de cast van Up with People[1]), 18 januari 1976
- 1977: Black Sunday (zong The Star-Spangled Banner met de cast van Up with People)

- Biblioteca Nacional de España: XX4714234
- Bibliothèque nationale de France: cb17086782b (data)
- CiNii: DA08635709
- Gemeinsame Normdatei: 118620002
- International Standard Name Identifier: 0000 0001 1632 4702
- Library of Congress Control Number: n88107871
- Nationale bibliotheek van Australië: 42742861
- Nationale en Universitaire bibliotheek Zagreb: 000464111
- Nederlandse Thesaurus van Auteursnamen: 071594922
- Virtual International Authority File: 45095502
- WorldCat: E39PBJB8vBFcd38q3tPGVYrH4q